# Чемпіонат світу з хокею на траві
Чемпіонат світу з хокею на траві — міжнародний турнір з хокею на траві, який проводиться серед чоловічих національних збірних з інтервалом раз на 4 роки.

## Історія чемпіонатів
Перший чемпіонат світу з хокею на траві планувалося провести в 1971 році в Пакистані. Однак в Пакистані були дуже сильні антііндійські настрої, і коли Пакистан офіційно запросив Індію брати участь в чемпіонаті, у країні почалася криза. Пакистанці, заохочувані відомим пакистанським спортсменом і діячем Пакистанської народної партії Абдулом Кардаром виступали проти участі Індії. Подальша дестабілізація обстановки в Пакистані призвела до війни за незалежність Банглаша і Третьої індо-пакистанській війні, і чемпіонат був перенесений в Барселону (Іспанія). У чемпіонаті взяли участь 10 національних збірних (найменше число за всю історію чемпіонатів). Першим чемпіоном світу стала збірна Пакистану.
З 1974 року почав розігруватися Чемпіонат світу серед жінок.

## Переможці та призери
| 1971 Деталі | Іспанія Барселона       | Пакистан   | 1–0                | Іспанія    | Індія      | 2–1 Овертайм | Кенія          |
| 1973 Деталі | Нідерланди Амстелвен    | Нідерланди | 2–2 (4–2) Пенальті | Індія      | Німеччина  | 1–0          | Пакистан       |
| 1975 Деталі | Малайзія Куала-Лумпур   | Індія      | 2–1                | Пакистан   | Німеччина  | 4–0          | Малайзія       |
| 1978 Деталі | Аргентина Буенос-Айрес  | Пакистан   | 3–2                | Нідерланди | Австралія  | 4–3          | Німеччина      |
| 1982 Деталі | Індія Мумбаї            | Пакистан   | 3–1                | Німеччина  | Австралія  | 4–2          | Нідерланди     |
| 1986 Деталі | Англія Лондон           | Австралія  | 2–1                | Англія     | Німеччина  | 3–2 Овертайм | СРСР           |
| 1990 Деталі | Пакистан Лахор          | Нідерланди | 3–1                | Пакистан   | Австралія  | 2–1 Овертайм | Німеччина      |
| 1994 Деталі | Австралія Сідней        | Пакистан   | 1–1 (4–3) Пенальті | Нідерланди | Австралія  | 5–2          | Німеччина      |
| 1998 Деталі | Нідерланди Утрехт       | Нідерланди | 3–2 Овертайм       | Іспанія    | Австралія  | 1–0          | Німеччина      |
| 2002 Деталі | Малайзія Куала-Лумпур   | Німеччина  | 2–1                | Австралія  | Нідерланди | 2–1 Овертайм | Південна Корея |
| 2006 Деталі | Німеччина Менхенгладбах | Німеччина  | 4–3                | Австралія  | Іспанія    | 3–2 Овертайм | Південна Корея |
| 2010 Деталі | Індія Нью-Делі          | Австралія  | 2–1                | Німеччина  | Нідерланди | 4–3          | Англія         |
| 2014 Деталі | Нідерланди Гаага        | Австралія  | 6–1                | Нідерланди | Аргентина  | 2–0          | Англія         |
| 2018 Деталі | Нідерланди Бхубанешвар  | Бельгія    | 0–0 (3–2) Пенальті | Нідерланди | Австралія  | 8–1          | Англія         |
| 2022 Деталі |                         |            |                    |            |            |              |                |